# Carpathia - A Dramatic Poem
 (juin 2017).
Si vous disposez d'ouvrages ou d'articles de référence ou si vous connaissez des sites web de qualité traitant du thème abordé ici, merci de compléter l'article en donnant les références utiles à sa vérifiabilité et en les liant à la section « Notes et références ».
Pour les articles homonymes, voir Carpathia.
Albums de The Vision Bleak
The Deathship Has a New Captain
(2004) The Wolves Go Hunt Their Prey
(2007)
Singles
1. Carpathia
Sortie : 2005

Carpathia - A dramatic poem est le deuxième album studio du groupe de metal gothique allemand The Vision Bleak, sorti, en édition standard et dans une version limitée digipack, le 29 août 2005.

## Conception de l'album
- Si vous ne connaissez pas le sujet, laissez ce bandeau (vous pouvez alors contacter les auteurs).
- Si vous supprimez le contenu mis en cause (vous pouvez préalablement contacter les auteurs),

argumentez précisément cette suppression dans la page de discussion
(un manque de référence n'est pas un argument ; une recherche réelle de référence doit avoir été effectuée, être formellement documentée).
La conception de l'album est bien illustrée dans son livret qui soutient l'atmosphère sombre et dramatique de cet opus avec de nombreuses images, de l'expérimentation avec certaines couleurs et de petits textes écrits sur des vieux papiers.
L'album raconte l'histoire d'un jeune homme qui fait un voyage dans la région de Carpathia, faisant allusion aux Carpates et aux légendes autour de Dracula qui jouent dans cette région.
Le personnage principal se rend à Carpathia pour y visiter une vieille résidence dont il a hérité. Le jeune homme est incapable de faire face à l'atmosphère sombre de la région et est envahi de nombreux cauchemars. Après une vraie nuit d'horreur, il rencontre un prêtre de la région qui lui révèle qu'un de ses ancêtres, devenu fou, a maudit la région entière après être entré en contact avec le culte de Kutulu, une secte étrange de l'Arabie.
Par la suite, le prêtre décrit plus en détail les rites du culte diabolique en maudissant à la fin le personnage principal qui se révèle être le fils de Kutulu.
Finalement, le protagoniste se retrouve dans la résidence et réalise que le côté noir l'a envahi et qu'il passera le reste de sa vie dans les sphères de la dépression et de la noirceur.

### Influence
La conception de l'album est clairement influencé par la nouvelle fantastique L'Appel de Cthulhu (titre original : The Call of Cthulhu)  de l'écrivain américain H. P. Lovecraft[réf. nécessaire].

## Liste des titres
| 1.    | The drama of the wicked              | 2:12 |
| 2.    | Secrecies in darkness                | 4:25 |
| 3.    | Carpathia                            | 5:15 |
| 4.    | Dreams in the witchhouse             | 5:38 |
| 5.    | Sister Najade (The tarn by the firs) | 4:47 |
| 6.    | The curse of Arabia                  | 5:21 |
| 7.    | Kutulu!                              | 4:41 |
| 8.    | The charm is done                    | 9:38 |
| 41:56 |                                      |      |

Notes[réf. nécessaire]
- Le titre et les paroles de la piste no 4 sont inspirés de la nouvelle La Maison de la sorcière de H. P. Lovecraft.
- Les pistes nos 6 à 8 forment une trilogie basée sur la vie de Abdul al-Hazred, l'auteur fictionnel du Necronomicon, ouvrage fictif du mythe de Cthulhu, inventé par H. P. Lovecraft.

| Disque bonus "Deluxe Edition" digipack (Live at Wave-Gotik-Treffen/Haus Auensee, Leipzig, mai 2004) | Disque bonus "Deluxe Edition" digipack (Live at Wave-Gotik-Treffen/Haus Auensee, Leipzig, mai 2004) | Disque bonus "Deluxe Edition" digipack (Live at Wave-Gotik-Treffen/Haus Auensee, Leipzig, mai 2004) | Disque bonus "Deluxe Edition" digipack (Live at Wave-Gotik-Treffen/Haus Auensee, Leipzig, mai 2004) | Disque bonus "Deluxe Edition" digipack (Live at Wave-Gotik-Treffen/Haus Auensee, Leipzig, mai 2004) | Disque bonus "Deluxe Edition" digipack (Live at Wave-Gotik-Treffen/Haus Auensee, Leipzig, mai 2004) | Disque bonus "Deluxe Edition" digipack (Live at Wave-Gotik-Treffen/Haus Auensee, Leipzig, mai 2004) | Disque bonus "Deluxe Edition" digipack (Live at Wave-Gotik-Treffen/Haus Auensee, Leipzig, mai 2004) | Disque bonus "Deluxe Edition" digipack (Live at Wave-Gotik-Treffen/Haus Auensee, Leipzig, mai 2004) | Disque bonus "Deluxe Edition" digipack (Live at Wave-Gotik-Treffen/Haus Auensee, Leipzig, mai 2004) |
| No                                                                                                  | Titre                                                                                               | Durée                                                                                               | | | | | | | |
| --------------------------------------------------------------------------------------------------- | --------------------------------------------------------------------------------------------------- | --------------------------------------------------------------------------------------------------- | --------------------------------------------------------------------------------------------------- | --------------------------------------------------------------------------------------------------- | --------------------------------------------------------------------------------------------------- | --------------------------------------------------------------------------------------------------- | --------------------------------------------------------------------------------------------------- | --------------------------------------------------------------------------------------------------- | --------------------------------------------------------------------------------------------------- |
| 1.                                                                                                  | Metropolis                                                                                          | 5:20                                                                                                | | | | | | | |
| 2.                                                                                                  | Horror of Antarctica                                                                                | 3:44                                                                                                | | | | | | | |
| 3.                                                                                                  | The Grand Devilry                                                                                   | 5:02                                                                                                | | | | | | | |
| 4.                                                                                                  | Deathship Symphony                                                                                  | 6:19                                                                                                | | | | | | | |
| 20:25                                                                                               | | | | | | | | | |

## Crédits
| - Ulf Theodor Schwadorf (Markus Stock) : guitare, basse, claviers, chant - Allen B. Konstanz (Tobias Schönemann) : chant, batterie, claviers Invités - Orchestre : The Shadow Philharmonic String Ensemble - Sophia Brommer : chant (soprano) - Thomas Helm : chant (ténor) Live à Leipzig (CD2) - Marco Habermann : basse - Thomas Seiferlein : batterie - Tino Platz : guitare | - Production : Martin "Mk" Koller - Enregistrement, mixage, mastering : Markus Stock assisté de Tobias Schönemann - Ingénierie : Jan Schwers (Live à Leipzig) - Photographie, artwork : Lukasz Jaszak - Photographie : Lady Morgana, Ludmila Kufel (live) |